# Xaver Andreas von Oppeln-Bronikowski
Xaver Andreas von Oppeln-Bronikowski (* 16. August 1752 in Polen-Litauen; † nach 1803) war ein preußischer Landrat und Landesdirektor.

## Herkunft
Xaver Andreas von Oppeln-Bronikowski war Angehöriger des Adelsgeschlechts Oppeln-Bronikowski. Er war ein Sohn des polnischen Adligen zu Zychlin Andreas von Oppeln-Bronikowski. Sein Bruder Ferdinand George (1751–1803) war Landrat der Kreise Bromberg und Deutsch Krone.

## Leben
Xaver Andreas besuchte zunächst mit seinem Bruder Ferdinand George ein Gymnasium in Thorn. Im Anschluss immatrikulierten sich beide am 5. Mai 1770 an der Universität Königsberg. Nach Ende seines Studiums wurde er 1772 Referendar bei der Kriegs- und Domänenkammer in Küstrin. Am 6. Mai 1775 wurde er nach Vorschlag durch Franz Balthasar Schönberg von Brenkenhoff zum Landrat des Kreises Inowrazlaw ernannt, wo er die Nachfolge von Hans von Rohwedel antrat. Am 22. April 1798 bat er aufgrund seines schwachen Gesundheitszustands um seine Verabschiedung mit Pension. Die Dimmission wurde ihm mittels Kabinettsorder am 31. August 1798 gewährt. Die erbetene Pension verweigerte ihm Friedrich Wilhelm II. unter Hinweis, dass das Amt als Landrat als „Ehrenstelle“ anzusehen sei. Nachdem er von seinem Abschiedsgesuch Abstand genommen hatte, erhielt er am 7. März 1799 das Prädikat Landesdirektor für den Netzedistrikt. Am 26. Februar 1801 bat er aus Lutkowo nochmals um seinen Dimission, dem am 1. Oktober 1803 seine Verabschiedung folgte. Sein Nachfolger als Landrat im Kreis Inowrazlaw wurde Joseph von Karlowski.